# Oued Jdida
Oued Jdida (en àrab واد الجديدة, Wād al-Jdīda; en amazic ⵡⴰⴷ ⵊⴷⵉⴷⴰ) és una comuna rural de la prefectura de Meknès, a la regió de Fes-Meknès, al Marroc. Segons el cens de 2014 tenia una població total de 14.935 persones.